# Sellano
Sellano là một đô thị ở Tỉnh Perugia trong vùng Umbria, có khoảng cách khoảng 50 km về phía đông nam của Perugia. Tại thời điểm ngày 31 tháng 12 năm 2004, đô thị này có dân số 1.194 người và diện tích là 85,7 km².
Sellano giáp các đô thị: Campello sul Clitunno, Cerreto di Spoleto, Foligno, Trevi, Visso.